# 愛歐塔化
愛歐塔化（iotacism, iotakismos）是發生於希臘語的一個元音推移。在這個過程中，一些元音和雙元音在後古典希臘和現代希臘語中匯聚成為高前元音 [i] 。而「愛歐塔化」這個名稱則來自希臘字母愛歐塔，其代表發音即為 [i]。替代的名稱有itacism ，來自字母艾塔變化之後的發音 [ˈita] 。

## 參與變化的元音和雙元音
與現代希臘語相比，古希臘語的元音範圍較廣（請參見古希臘語音系）。艾塔 (η) 是一個長半開前不圓唇元音 /ɛː/，而宇普西龍 (υ) 是一個閉前圓唇元音 /y/。隨著時間的推移，這兩個元音的發音變得與愛歐塔 (ι) [i]的發音接近。此外，某些雙元音也合流為同一個發音。更確切地說，雙元音艾普西龍-愛歐塔 (ει) 在古希臘語中先變為 /eː/ ，又在後來高化到了 (ι)。同樣地，奧密克戎-愛歐塔(οι)和宇普西龍-愛歐塔 (υι) 在後期也與宇普西龍 (υ)合流，作為與愛歐塔化對應的平行音變。
在現代希臘語中，字母 （較少見）， 發音皆為 [i]。

## 文本批評的相關問題
愛歐塔化使得原本有區別的發音變得相同，有時也會導致新約聖經抄本上的差異。例如，若讀經員在抄書室為抄寫員誦讀，  hymeis, hymōn "你，你的"（第二人稱複數主格、屬格）中的宇普西龍 (υ) 和  hēmeis, hēmōn "我們，我們的"（第一人稱複數主格、屬格）中的艾普西龍-愛歐塔 (ει) 便很容易混淆。以一些相對較少數的抄讀本變體為例，一些古代手抄本的會以實際發音來拼寫，例如四世纪的西乃抄本，有時會直接以愛歐塔 (ι) 來代替艾普西龍-愛歐塔 (ει)，甚或相反。
英語為主的文本批評會使用 "itacism" 一詞來指涉這個現象，有時會延伸到所有涉及元音方面的拼寫不一致。